# Boris Velchev
Boris Vladimirov Velchev (tiếng Bulgaria: Борис Владимиров Велчев tiếng Bulgaria: Борис Владимиров Велчев tiếng Bulgaria: Борис Владимиров Велчев) (sinh ngày 26 tháng 4 năm 1962) là một luật sư người Bulgaria, từng là công tố viên trưởng của Bulgaria từ năm 2006 đến 2012, ông cũng là người trẻ nhất giữ vị trí này.

## Tiểu sử
Năm 1981, Velchev tốt nghiệp trường trung học tiếng Anh ở Sofia. Sau đó, anh được ghi danh là một sinh viên tại khoa luật của Đại học Sofia, kiếm được quyền hành nghề luật vào năm 1990.
Kể từ ngày 1 tháng 11 năm 2012, Velchev là thẩm phán tại Tòa án Hiến pháp Bulgaria.
Ngoài tiếng Bulgaria bản xứ, Velchev còn nói tiếng Anh và tiếng Nga. Sở thích của ông bao gồm nghiên cứu về lịch sử và số học.